# Komisja do Spraw Układu Europejskiego
Komisja do Spraw Układu Europejskiego – stała komisja Sejmu I kadencji.

## Prezydium komisji
- Piotr Nowina-Konopka (UD) – przewodniczący
- Marcin Przybyłowicz (PPL) – zastępca przewodniczącego
- Grzegorz Kazimierski (ZChN) – zastępca przewodniczącego
- Eugeniusz Aleksandrowicz (PPL) – zastępca przewodniczącego[1]